# Kent Wennman
Kent Wennman (alternativ stavning: Kenth Vennman), född 20 november 1963, är en svensk musiker, låtskrivare och kulturarrangör bosatt i Håga by i Uppsala. I Håga driver han den lokala kulturscenen Kulturoasen, där han varje söndag arrangerar livekonserter med lokala, nationella och internationella musiker. Från tidigt 2000-tal till 2019 drev han och Jimmy Bergwall under arrangörsnamnet Kulturhjältarna sommarscenen Parksnäckan i Uppsala.
I början och mitten av 1990-talet turnerade Kent Wennman under flera namn, bland annat Wennman, Aaron Springfield och Orange. År 2002-2022 arrangerade han hyllningskonserter till Elvis Presley. Han har gjort sig känd som en uppskattad uttolkare av Elvis Presleys låtmaterial. I samband med att Elvis skulle fyllt 75 år 2010 deltog Kent Wennman i en programserie i 20 avsnitt i Sveriges Radio P4.
Kent Wennman tilldelades Uppsala kommuns Gösta Knutsson-stipendium 2013. Stipendiet tilldelas "[e]n eller flera personer som har gjort värdefulla insatser för barnkulturen i Uppsala". Han har också tilldelats Kultingpriset 2017.